# Rhynchonereella angelinia
Rhynchonereella angelinia är en ringmaskart som först beskrevs av Johan Gustaf Hjalmar Kinberg 1866.  Rhynchonereella angelinia ingår i släktet Rhynchonereella och familjen Alciopidae. Inga underarter finns listade i Catalogue of Life.